# Route 66 (filme)
Route 66 é um filme estadunidense de 1998 dirigido por Steve Austin e estrelado por Alana Austin, Diane Ladd, Richard Moll e Pamela Bach.

## Elenco
- Alana Austin
- Jerry Asher ... Billy
- Pamela Bach ... Elizabeth
- Nick Benedict ... Jeff
- Richard Danielson ... Skeeter
- Diane Ladd
- Leslie Lauten ... Bernice
- Kirsten Maryott ... Ms. Barnes
- Micah May ... Danny
- Richard Moll